# Браян Баррі
Бра́ян Ба́ррі (англ. Brian Barry; 13 січня 1936, Лондон — 10 березня 2009, Лондон) — британський соціальний філософ і політолог.

## Життєпис
Освіту отримав в Королівському коледжі Оксфордського університету (бакалавр, 1958; доктор, 1964).
Викладав у багатьох університетах світу: Бірмінгемському університеті (1960), Гарвардському університеті (1961—1962), Кільському університеті (1962—1964), Саутгемптонському університеті (1963—1965), Оксфордському університету (1966—1969, 1972—1975), Ессекському університеті (1969—1972), Університеті Британської Колумбії (1975—1976), Стенфордському університеті (1976—1977), Чиказькому університеті (1977—1982), Каліфорнійському технічному інституті (1982—1986), Європейському університетському інституті у Флоренції (1986—1987), Лондонській школі економіки і політичних наук (1987—1998) і Колумбійському університеті (з 1998).

## Визнання
- Член Американської академії мистецтв і наук (1978)
- Член Британської академії (1988)
- Премія Юхана Шютте в політичних науках (2001)
- 2014 року Британська академія, видавництво Кембріджського університету і Британський політологічний журнал заснували щорічну премію в області політології в честь Брайана Беррі